# 封じ手

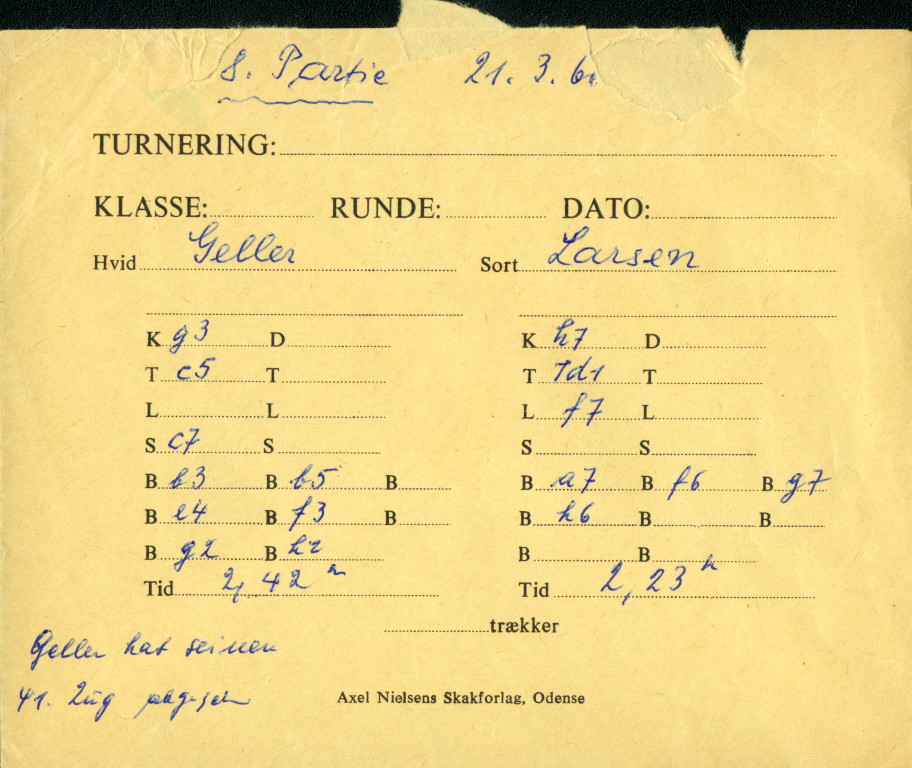
チェスにおける封じ手の例（1966年にコペンハーゲンで行われたゲラー対ラーセンの対局のもの）

封じ手（ふうじて）とは、主にボードゲームにおいて、対局の中断時に有利不利がでないよう、次の手をあらかじめ決めておく方法のことである。
英語では封じ手のことをsealed moveと呼ぶ。adjournmentという用語は「対局の中断」という意味で封じ手の訳語ではない。

## 概要
持ち時間制の対局を途中で中断する場合に、手番のプレイヤーが中断中も次の手を考え続けられるのでは不当に有利になり、持ち時間制の興も削がれる。このような不公平をなくすために、封じ手が用いられる。
具体的には、中断の規定時刻が来ると手番のプレイヤーは次の一手を決め、相手のプレイヤーに知られないよう紙に記入し、封筒に入れて封をする。これを再開後に開き、記入しておいた手を指して続行する。この方式により、中断中は双方とも相手の次の手がわからない状態で局面を考えなくてはならない。
封じ手は規定の時刻前に行うこともできる（この場合、規定時刻まで持ち時間を消費したものとして扱う）。また、規定の時刻に達しても、ただちに封じる必要はなく、持ち時間のある限り次の手を考慮してよい。
この方式はチェスで始まったもので、19世紀には既に行なわれていた。
将棋では1927年に報知新聞社の記者で、当時東京将棋連盟の評議委員だった生駒粂蔵の発案により導入された。1950年の第9期名人戦当時の封じ手は、指し掛けの手の符号を記した原稿用紙（用箋）を二重封筒の中に厳封し、封筒には「棋戦名（名人戦第一局）」「日付」「対局両者の署名」を記した。当時の封じ手の際の手番については、あらかじめ振り駒によって指し掛けをする手番の対局者を決めたとの記述もある。
囲碁では1938年の本因坊秀哉引退碁が最初であるともいわれるが、1922年に設立された裨聖会でのものが最初という説もある。
現在公式に用いられているのは将棋と囲碁だけであるが、手番と持ち時間が影響するようなゲーム（例えば、カードゲームやウォーゲームなど）ならすべて利用できる。
封じ手は、観戦するアマチュアにクイズとして出され、懸賞の対象とされることも多い。また、封じ手の書かれた用紙がチャリティー目的で販売されることもある。
囲碁や将棋のタイトル戦の会場となったホテルや旅館では、対局した棋士の色紙などと共に封じ手用紙も展示していることがある。常磐ホテルでは館内のギャラリーで展示されている。

## 封じ手の構成
封じ手には専用の用紙と封筒を用いる。

### 封じ手用紙
将棋（日本将棋連盟の棋戦の場合）
用紙は横置きの縦書きで四つ折になっている。
- 右側 - 右端に「封じ手」の表題が印刷されており、その横に棋戦名を記入する欄（「第○○期○○戦第○局」）、先手の名前を記入する欄に後手の名前を記入する欄がある。
- 左側 - 盤面が印刷されており、その上部に「（封じ手局面○○○まで）」と注記する欄がある。

囲碁（日本棋院の棋戦の場合）
用紙は縦置きの縦書きで四つ折になっている。
- 上側 - 右端の枠外に棋戦名の欄があり、その横の枠内に対局者の欄や消費時間を記入する欄がある。
- 下側 - 盤面が印刷されており、その図の右端に対局日や対局者などの欄があり、また、最下段には「日本棋院」と印刷されている。

### 封筒
将棋（日本将棋連盟の棋戦の場合）
封じ手を入れる封筒は縦書きの構成で、次のような欄が設けられている。
表面
- 中央 - 「封じ手」の表題が印刷されている。
- 右側 - 上側に棋戦名を記入する欄（「第○○期○○戦 第○局」）があり、その左下に会場名を記入する欄（「於○○○○○」）がある。
- 左側 - 上側に対局者を記入する欄（タイトル保持者の称号・名前を記入する「保持者」の欄と挑戦者の段位・名前を記入する「挑戦者」の欄）がある。また、その下には立会人が署名する「立会人」の欄があり、この欄には副立会人も連署する。

裏面
裏面中央には「日本将棋連盟」の文字が印刷されており、その右上に封じ手をした日付を記入する欄がある。
囲碁（日本棋院の棋戦の場合）
封じ手を入れる封筒は横書きの構成で、次のような欄が設けられている。
表面（上から）
- 最上段には「封じ手」の表題が印刷されている。
- 2段目には棋戦名を記入する欄（「第○○期○○戦」）がある。
- 3段目には局数を記入する欄（「第○局」）がある。
- 4段目には立会が署名する「立会」の欄がある。
- 5段目・6段目には記録者の名前を記入する「記録」の欄がある。
- 7段目には封じ手の手数を記入する「封じ手○○○手目」の欄がある。
- 8段目には封じ手をした日時を記入する欄がある。
- 9段目から11段目までは消費時間を記入する欄であり、9段目には「消費時間（持ち時間・各○時間）」と印刷されている。その下の10段目には黒番の対局者の氏名と消費時間、11段目には白番の対局者の氏名と消費時間を記入する欄がある。
- 12段目には「保管者署名」の欄がある。
- 最下段には「財団法人日本棋院」の文字が印刷されている。

## 封じ手の手順
将棋や囲碁の一部のタイトル戦では2日にわたって対局が行われるため、一定の時間で中断される。この指し掛け（将棋）・打ち掛け（囲碁）にはすべてに封じ手が用いられる。
例えば将棋の名人戦は、1日目の午後6時30分が規定時刻となる（2008年・第66期より）。規定時刻は棋戦によって様々で、囲碁では「午後5時半から6時」といった形で幅をもたせる（5時半以降手番の棋士が希望すれば封じ手が可能、6時を過ぎるとその時点で手番の棋士が封じる）棋戦もある。規定時刻になった時点で立会人（囲碁の場合は立会）は、次の一手が封じ手となることを知らせるが、規定時刻を過ぎても指し手を考慮することは認められている（持ち時間が残されている限り、どれだけ過ぎていてもよい）。ただしあまりにも長考になる場合には、棋戦によっては規定により夕食休憩を挟む場合もある。
封じ手は次のような流れで行われる。将棋と囲碁とでは若干記入内容などが異なるが、ほぼ同様の手順で行われる。
1. 封じ手番の対局者は、立会人に対し次の手を封じる旨の意思表明をする。このとき、記録係はただちに時計を止める（持ち時間の消費はここでストップする）。
2. 記録係が封じ手用紙に棋戦名、対局者名、現在の局面を封じ手用紙に記入する（囲碁の場合には黒番と白番をそれぞれ青と赤に色分けして手順に従って数字を記入する）。将棋の封じ手の場合には通常2枚、囲碁の封じ手の場合には1枚の封じ手用紙に記入する。
3. 対局者は秘密裏に封じ手用紙に記入する（将棋の場合は通常封じ手を2通作成するので2枚ともに記入する）。将棋の封じ手の場合、赤のペンで動かす駒を丸で囲み、移動先まで矢印を引くことで示される。棋譜符号が併せて用いられることもあり、同じく赤ペンで記入する。なお、将棋で駒を成るか成らないかを表す必要がある場合には局面欄外に記す（成か不成かを書き忘れた場合は成として扱う）。囲碁の封じ手の場合、封じ手の局面の図で用いられている黒番（青）と白番（赤）との色分けに従って、青いペンまたは赤いペンで石を打つ位置に丸をする。
4. 封じ手が記入された封じ手用紙は秘密裏に封入される。将棋の場合、確認のために両対局者は封筒裏側の上部と下部の閉じ口の部分に赤のペンで名前を自署する（封の部分に苗字を自署して丸で囲む）。タイトル保持者と挑戦者は封筒の上下2か所の対角の位置にそれぞれ署名するので、署名は両対局者のものを合わせると計4か所になされることになる。なお、封筒表側の棋戦名・会場名・対局者の欄については立会人が記入し、立会人欄に立会人が署名したのち副立会人が連署する形をとる。囲碁の場合には立会の者が封筒の上部の封の部分に署名する。
5. 将棋の場合、2通のうち1通は立会人が保管し、もう1通は対局場の金庫などに保管する。囲碁の場合、封じ手は1通で通常は立会が保管する（特に保管者がいる場合には「保管者署名」の欄に署名する）。
6. 翌日、対局者は記録係の読み上げに従って前日までの手順を並べ、封じ手直前の局面を再現する。囲碁の場合は記録係の読み上げはなく、両対局者の記憶で並べ直す。
7. 立会人は対局者の前で鋏により封筒を開封し、（将棋の場合には2通の両方が同一の内容であることを確認の上で）封じ手を読み上げる。確認のため、封じ手用紙を相手の対局者にも見せる。
8. 封じ手番の対局者は、封じ手を実際の局面に反映させ対局を再開する。この時点で時計も再開される。

2日にわたらない対局でも、封じ手が用いられることがある。将棋日本シリーズプロ公式戦では、解説者の任意のタイミングで封じ手となり、対局が中断されて両対局者は休憩に入る。テレビ東京で放送されていた早指し将棋選手権でも、先手が41手目を封じる封じ手制が用いられていた。
また、非公式戦の公開対局のファンサービスなどで、懸賞次の一手などで用いられる着手も封じ手と呼ばれるが、不公平さをなくすという意味は少なく、便宜上の呼び名にとどまる。
昼・夕の休憩時の指し掛け・打ち掛けでは封じ手は行わない。これについては、休憩の時点で手番を持っているものが長時間考えられて有利となり、公平さを欠くという主張もあるが、プロの対局者間ではあまり問題視されていない。そもそも二日制の対局は囲碁・将棋ともに年間に数えるほどであるが、昼・夕休憩はほとんど全ての対局が該当し、これをすべて封じ手制にしていたらとてつもない労力が必要になる。
将棋のルール変更
将棋の場合、現在の体制になった当初である第二次世界大戦直後は、封じ手は符号で記入することになっていた。また、指しかけの時刻になったところで振り駒を行い、どちらが封じ手を行うかを決定していた。現在は指しかけ時に手番を持つものが封じ手を行うように変更されている。
なお、封じ手の局面図は記録係が記入することは先に述べたとおりだが、規定時刻になってから記入していては直後の意思表示となった場合に到底間に合わず、対局者を待たせてしまうことになる。ゆえに記録係は規定時刻の少し前から（局面が動いても書き直しをせずにすむように考慮しつつ）図面を書き始める。将棋の場合は規定時間の20分ぐらい前からが多いという。これはかなり早めの作成着手ではあるが、こちらも先に述べたように図面が最低2枚必要であるというのが大きいからで、労力を要する作業であるために、規定時刻の10分ぐらい前に「（ここで封じ手とするので）図面を書いてください」などと記録係に指示する棋士も少なくない。
駒の移動を符号でなく、図上の矢印で示すことになった経緯は諸説ある。一般には誤記入を避けるためといわれているが、ほとんど非識字棋士であったとされる坂田三吉が棋戦に登場した際、坂田に恥をかかせるわけにはいかず、当時の観戦記者、菅谷北斗星が発案したという講談のような話も残っている。

## 封じ手の戦略
一般的に必然の一手を封じることは良くない(相手側がその必然の一手に対しての応手を一晩延々と思考する事が出来る為)と言われている。一方で、必然の一手に対する応手も必然の一手となる場合、逆に封じた側がそれに対する応手を一晩延々と思考する事が出来る等、一概に言えない場合も有る。
一般的には幾つか候補手が存在し、自分がどれを選んだか相手側にはわからないような局面で封じるのが望ましいと言われている。逆に、相手にそうさせないように持ち時間を調節するのもテクニックのひとつである。
とはいえ、あまりにも自分の選択肢の広い場面で封じ手をするのも良くない。自分が選んだ手が良いか悪いかを延々と考える羽目になるからである。
チェスでは、コンピュータ解析の発達と、持時間の短縮にともない、封じ手は1990年代後半にほぼ全廃された（ルール上は現存している）。
一方の囲碁や将棋においても、
- 一般のプレイヤーが封じ手を要求されることはない
- 棋士(プロ)においても、2日制のタイトル戦に出場するのは一部に限られる
- 1日目に形勢がはっきりするような局面にすることは味が悪いとし、好まれない。必然、封じ手が重要な意味をもつことも少ない

などの理由で、封じ手の戦略について系統だった研究は発表されていない。
将棋
『将棋世界』2008年2月号で、将棋ライターの鈴木宏彦が、羽生善治・佐藤康光・森内俊之・谷川浩司・渡辺明・藤井猛の6人のプロ将棋棋士に封じ手の戦略や駆け引きについて質問している（のち、鈴木の著書『イメージと読みの将棋観』日本将棋連盟刊に収録された）。羽生・森内・谷川はそれほど気にしていないが、佐藤・渡辺・藤井は駆け引きがあると回答しており、特に渡辺と藤井は「封じる側が有利」としている。
谷川は若い時はナーバスになって封じ手5分前に指したこともあるという他、森内は難しい局面や決断の一手などの時は封じ手をしたくない方、一方で佐藤はそのような局面は自分で封じた方がよいとしている。このため谷川と森内は封じ手は相手に封じ手をしてもらったほうが気楽としている。特に羽生は自分は封じ手をするほうが多いことから、相手に封じ手の手番を渡されている可能性があるとしている。
封じ手をしたい渡辺や藤井は、封じ手をする方が1手先に局面を読んでいる分有利で、された相手は選択肢のうち封じ手されていない手の展開も可能性として読まなくてはならず、その分が無駄読みになるとしている。このことから渡辺は、選択肢の多い局面で自分の番で封じ手を行ったり、相手の意表をついた指し手で実際に勝利をものにしたりしている。
囲碁
囲碁においても、封じ手を嫌う棋士はいる。悪手を打ったのではないか、用紙に書き間違えていないかなどが気になり、眠れない棋士もいるという。
1963年の第2期名人戦挑戦手合第6局では、挑戦者坂田栄男が封じ手の定刻間際に着手。自分に封じ手をさせようという坂田の作戦に怒った藤沢秀行名人がすかさず次の手を打つが、坂田も間髪入れずに着手、藤沢に封じ手を打たせた。この盤外戦に動揺した藤沢はこの封じ手で悪手を打ってしまい、この碁を落とした。次の第7局では、藤沢が定刻数秒前に打って坂田に封じ手をさせることに成功したが、結局この碁にも敗れ、名人を失う結果となった。
漫画『ヒカルの碁』でも、これをモチーフとして対局者同士の封じ手を巡る心理戦のやり取りが描かれている。

## その他
- 囲碁において史上初の封じ手制が採用された本因坊秀哉引退碁（対木谷實）では、14回の封じ手が行なわれた。このうち、木谷が封じた12回目（121手目）の封じ手はコウダテのような手で、これが秀哉を激怒させた。相手が必然的に受けざるを得ない手を打っておき、その後の変化を家でゆっくり調べようという、卑怯な手段と解釈したためであった。このシーンは、川端康成の小説『名人』のハイライトともなった。ただし秀哉は後に、この121手目を「今利かせる機会であった」と述べ、木谷の着手を正当なものと認めている[14]。当然、封じ手のルール上どのような手を打っても問題はなく、封じた側が「卑劣である」という主張を認める必要はない。
- 『名人』では最初の封じ手は紅葉館で行われた打ち初め式と同時に行われ、挑戦者の大竹が初手に小目を打った後、名人が2手目を封じ手にしてその日の対局は終わり、続けて宴会となっている。また名人が2手目を打つような手つきをした際に、大竹が「封じ手がきまりました」と名人に代わって宣言しているなど、慣れない様子が強調されている。
- 将棋では、1977年度の第16期十段戦七番勝負、中原誠 - 加藤一二三戦において、第7局の初日に加藤が午後4時58分から大長考に沈み、封じ手時刻の午後5時半を過ぎても一向に手を封じる気配を見せず、ついには午後7時を過ぎたため同棋戦の規程に従い夕食休憩に入るという異例の事態となったことがある。午後8時に対局が再開されてからも加藤は考え続け、最終的に手を封じたのが午後9時10分。実に3時間12分（休憩時間は含まず）という大長考となった[15]。ただこの結果として加藤は初日に持ち時間8時間のうち7時間以上を消費してしまい、結果は中原が「わりと楽に勝った」[16]。将棋のタイトル戦における封じ手で夕食休憩に入ったのは、この加藤の例と、1975年の第34期名人戦七番勝負（中原誠 - 大内延介戦）・第6局における大内の2例のみである[16]。
- かつては将棋でも、封じ手の時刻を繰り上げる（本来の時刻までの時間については双方同じ時間を持ち時間から差し引く）ことがあったといい、田丸昇は「大山康晴対二上達也のタイトル戦で、大山が麻雀をやるために封じ手を2時間繰り上げることを提案し、二上がこれを受け入れたことがある」と証言している[17]。
- 1996年の第54期名人戦七番勝負、羽生善治 - 森内俊之戦では、第1局で封じ手を巡るトラブルが起きた。1日目の午後5時半（当時の封じ手時刻）になり、立会人が手番の森内に封じ手を促したところ、森内が「指すつもりだったんですけど」として手を封じずに着手したため問題になった。結局本局では森内の着手は認められ、羽生が封じ手を行うことで事態の収拾をみている。原因は記録係の時計と森内の時計の時刻が若干ずれていたためであった。以後は「記録係の持つ時計が示す時刻が公式の時刻である」と定められた[18]。この事件は後に将棋界で「封じ手事件」として広まり、森内も「周囲に迷惑をかけてしまいました」と反省している旨を語っている[19]。
- 2011年3月11日に行われた第23期女流名人戦三番勝負第2局謝依旻 - 向井千瑛は、地震により対局が中断されることとなり、1日制の対局では珍しく封じ手が使われた[20][21]。対局は3月15日から再開され、防衛に成功した謝が女流タイトル通算11期の記録を達成した。
- 2014年の将棋のタイトル戦では、第63期王将戦第1局～第7局、第72期名人戦第1局～第4局、第55期王位戦第1局～第4局（第3局は持将棋）と15局連続して封じた側が勝利できなかった（持将棋1局を挟んで封じた側の14連敗）。
- 2019年4月10日の第77期名人戦七番勝負第1局佐藤天彦 - 豊島将之戦は、佐藤の先手番で開始されるも、1日目の午後3時2分に千日手が成立。規定によりその日の指し直しと封じ手は行われず、消費時間については、封じ手予定時刻であった午後6時半までの時間を折半して双方から減算。2日目となる翌11日に豊島の先手番で指し直し局が行われた。
- 将棋では稀に、封じ手を通常より1通多い3通作成した上で、1通をチャリティオークションにかけることがある。2016年の第74期名人戦第3局（羽生善治 - 佐藤天彦戦）で、羽生が封じ手を3通作成したのが初[22]。2020年の第61期王位戦（木村一基 - 藤井聡太戦）では、第2局から第4局までの3局で同様に封じ手が3通作られ[22]、後に行われたオークションでは3通で計2250万2000円の売上があった[23]。

## フィクションにおける封じ手
テレビドラマ『新・座頭市』第1シリーズ
第20話「いのち駒」。棋士崩れ賭け将棋指しの源三郎（石橋蓮司）が、連れ合いのおゆき（松原智恵子）に赤の他人を装わせ、預かった「封じ手」を源三郎に教えるといういかさまを常習していると言う設定。源三郎のライバルとして内藤國雄が出演した。時代設定は江戸時代なので、この時代に「封じ手」は存在しない。
テレビドラマ『古畑任三郎』第1シリーズ（『警部補古畑任三郎』）
第5話「汚れた王将」（ゲスト：坂東八十助）では、ストーリー中に「封じ手」が登場、犯人の使用したトリックとして描かれている。しかし、作中では「4六銀」と記載して封じ手にしているが、実際に行われている封じ手のルールでは「丸で囲んで矢印を書く」ものであり、このトリックは実現不可能である。脚本の三谷幸喜も小説版のあとがきで、トリックが稚拙だったと認めている。